# مرته پدرسن
مرته پدرسن (انگلیسی: Merete Pedersen؛ زادهٔ ۳۰ ژوئن ۱۹۷۳) بازیکن فوتبال اهل دانمارک است.
از باشگاه‌هایی که در آن بازی کرده‌است می‌توان به باشگاه فوتبال ادنسه و باشگاه فوتبال وایله بلدکلوب اشاره کرد.
وی همچنین در تیم ملی فوتبال زنان دانمارک بازی کرده‌است.